# Dysoxylum spectabile
Dysoxylum spectabile là một loài thực vật có hoa trong họ Meliaceae. Loài này được (G.Forst.) Hook.f. mô tả khoa học đầu tiên năm 1864.

## Hình ảnh

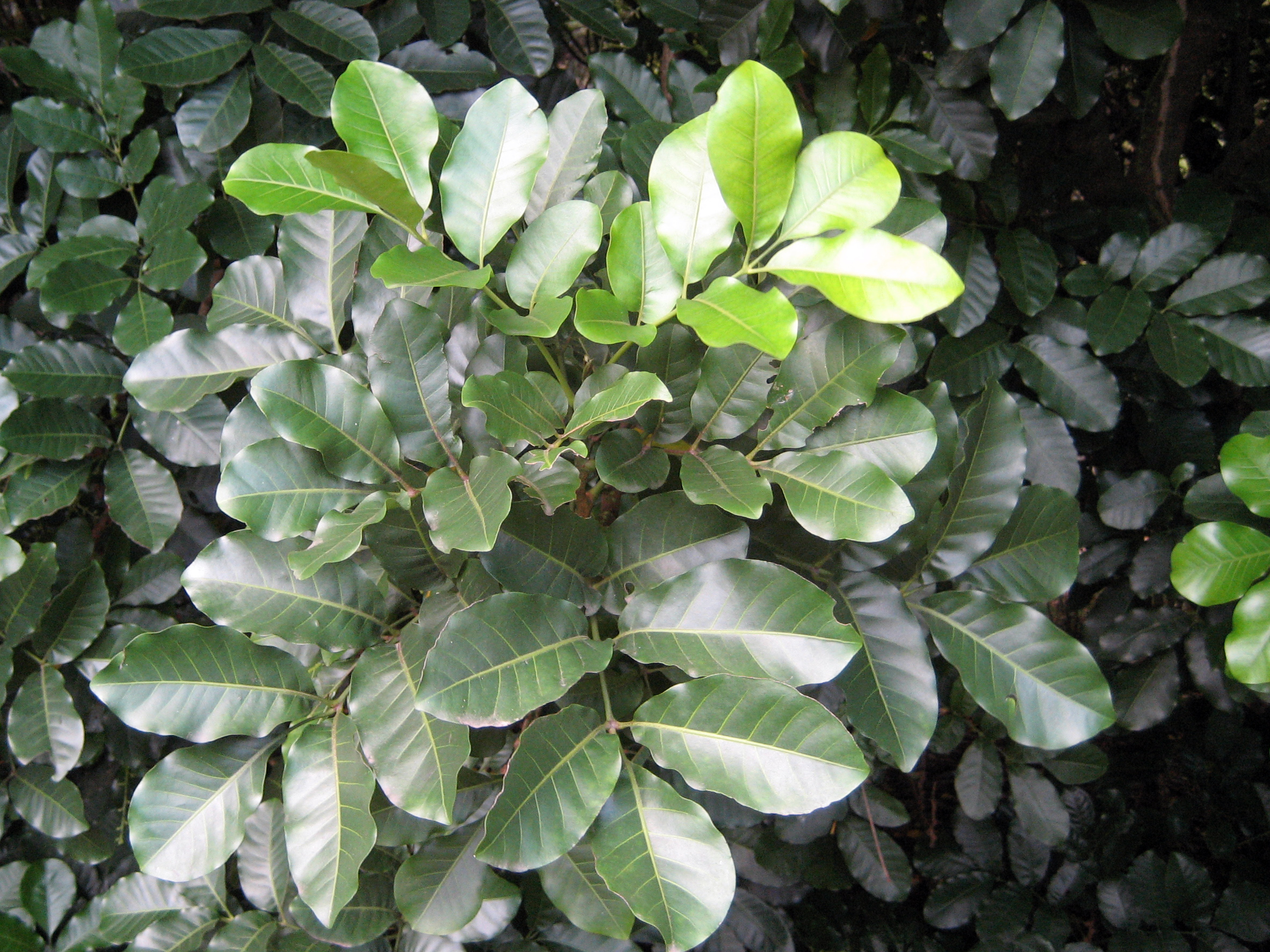
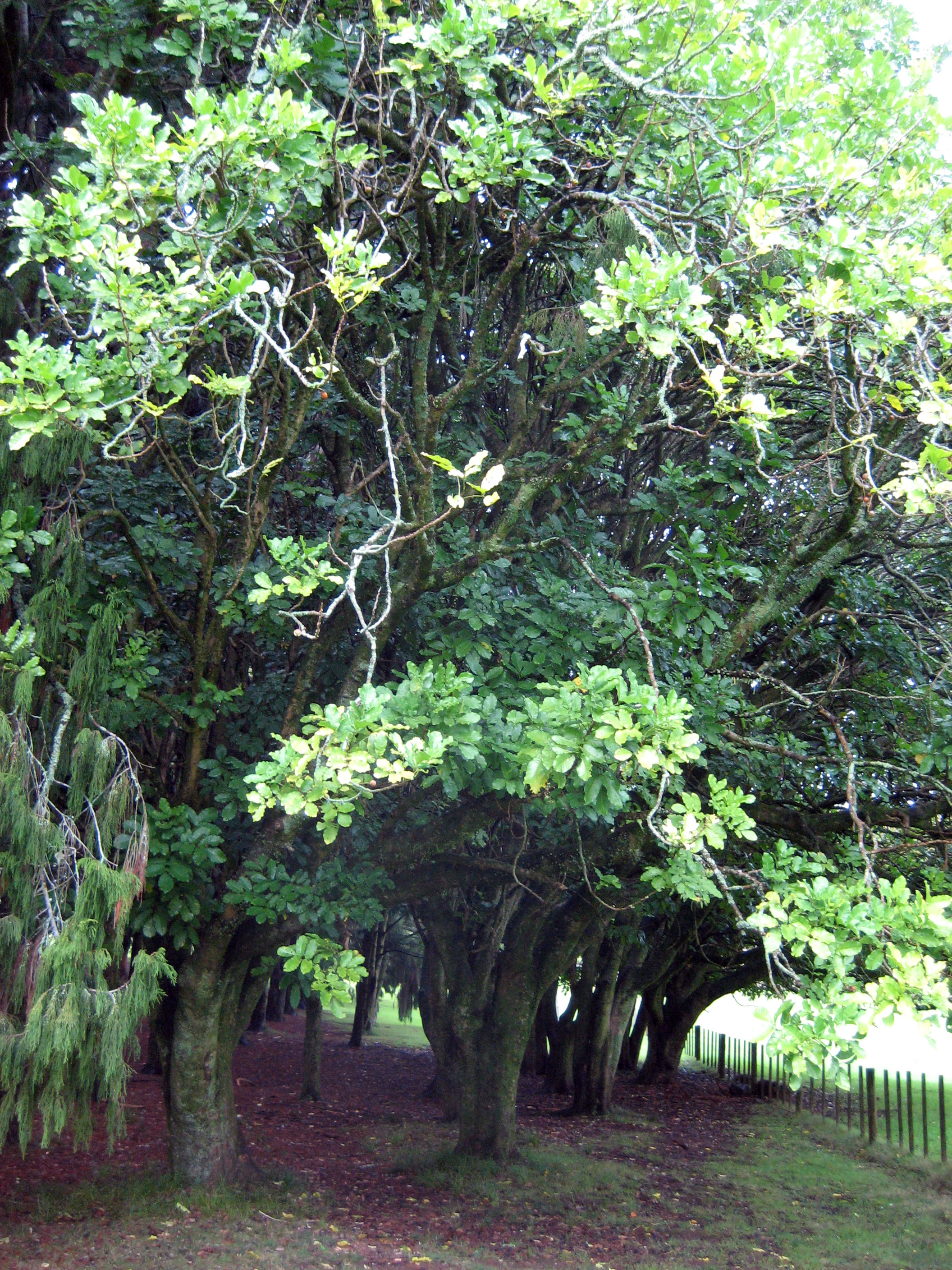
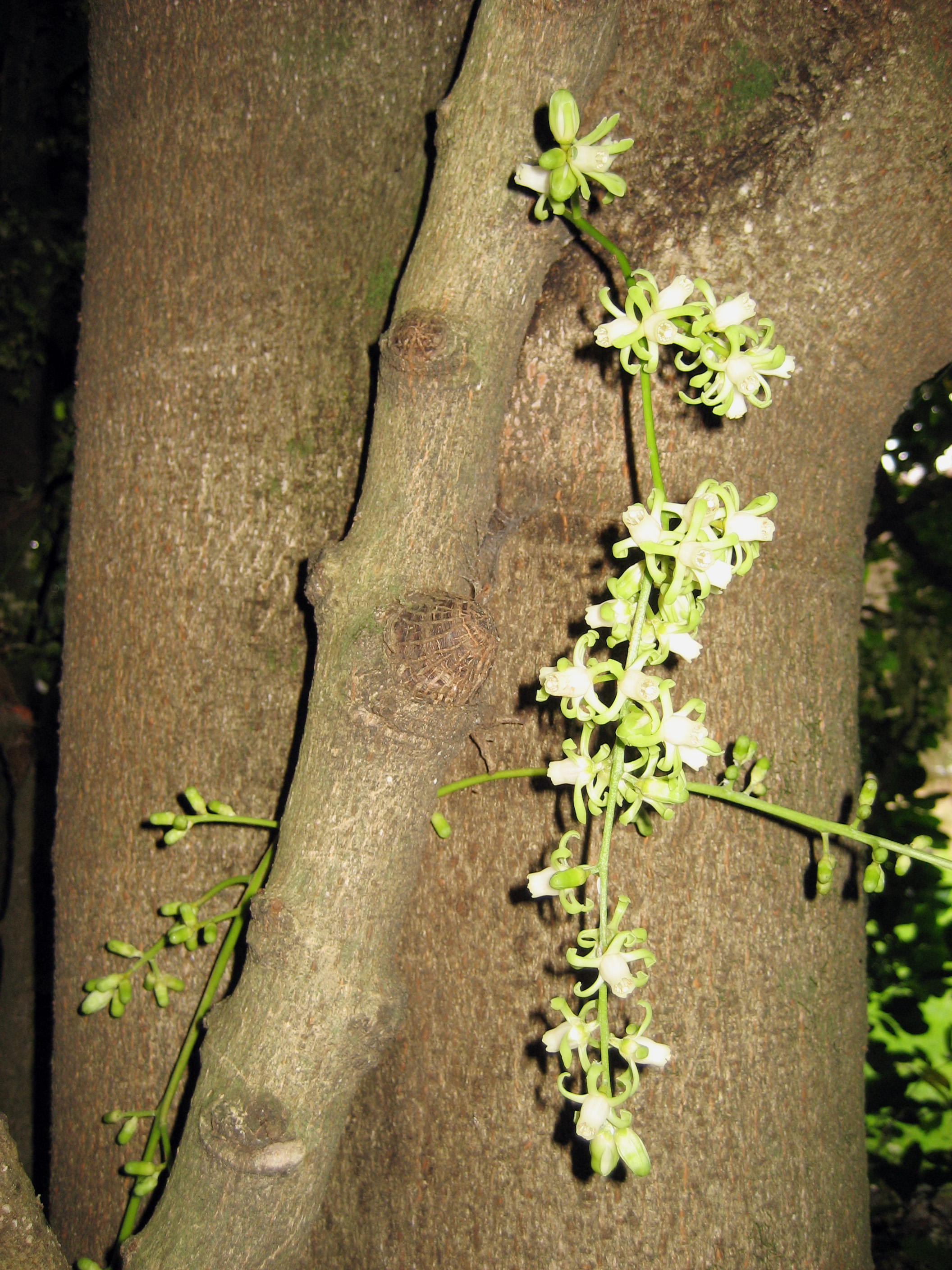
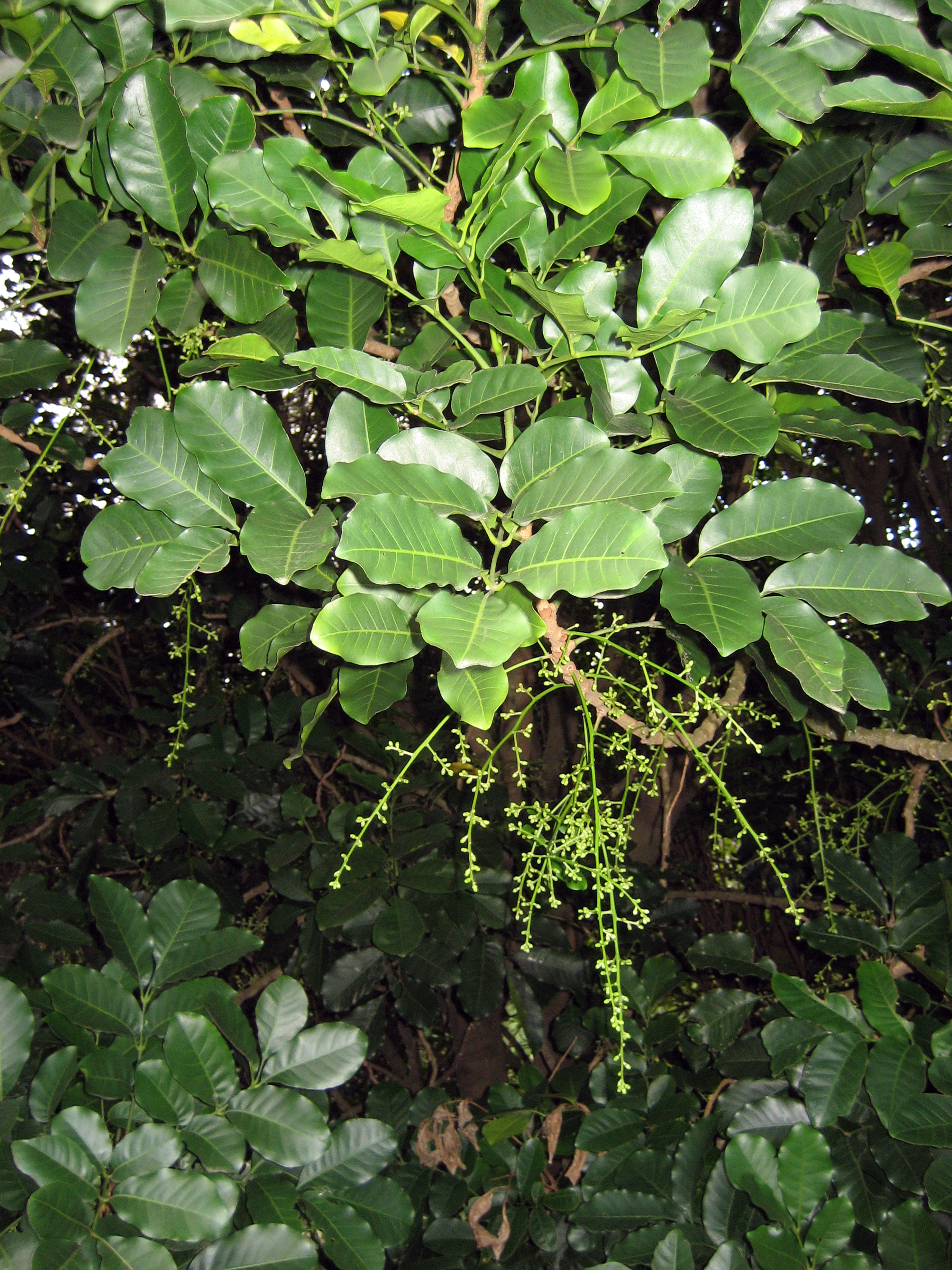